# Caroline Davis
Caroline Rebecca Anson Davis (* 7. Juli 1981 in Singapur) ist eine in den USA lebende Jazzsaxophonstin.

## Leben und Werk
Davis, die einen britischen Vater und eine schwedische Mutter hat, spielt seit ihrem zwölften Lebensjahr Saxophon. Im Jahr 1999 begann sie ein Studium der Psychologie an der  University of Texas, das sie mit einem Bachelor abschloss. Sie wechselte später an die Northwestern University, wo sie neben Psychologie auch Musik studierte und im Jahr 2010 über Semantisches Wissen bedeutender Jazzmusiker  promovierte. 2006 erhielt sie einen Preis als herausragende Solistin des Down Beat. 2011 trat sie im Betty Carter Jazz Ahead Program des Kennedy Center auf.
Im Jahr 2012 veröffentlichte Davis, die zu dieser Zeit in Chicago lebte, ihr erstes Album Live Work & Play mit Mike Allemana (Gitarre), Matt Ferguson (Bass) und Jeremy Cunningham (Schlagzeug). Im Bereich des Jazz war sie zwischen 2007 und 2012 an drei Aufnahmesessions beteiligt, u. a. mit der Stone/Bratt Big Band um Doug Stone und Doug Bratt.
Davis spielte auch mit Maitri, Fatbook, Deep Fayed, Zing!, Pedway, Tomorrow Music Orchestra, James Davis Quintet, und Ted Sirota's Rebel Souls. 2018 legte sie, nun in New York ansässig, das Album Heart Tonic (Sunnyside Records, mit Marquis Hill, Julian Shore, Tamir Shmerling und Jay Sawyer) vor, gefolgt von weiteren Alben wie Alula (2019), mit Matt Mitchell und Gregory Saunier. 2019 leitete Davis ein Quintett, dem Marquis Hill, Julian Shore, Chris Tordini und Allan Mednard angehören. Des Weiteren wirkte sie bei Miles Okazakis Miniature America (2024) und Janning Trumanns
Divide the Zero mit.

## Diskographische Hinweise
- Doors: Chicago Storylines (2015)
- Heart Tonic (2018)
- Caroline Davis & Rob Clearfield's Persona: Anthems (Sunnyside, 2019)
- Brad Linde / Caroline Davis / Russ Lossing / Deric Dickens: Urbane Outfit (2020)
- Portals, Volume 1: Mourning (Sunnyside, 2021)
- Alula – Captivity (Ropeadope, 2023)
- Caroline Davis & Wendy Eisenberg: Accept When (Astral Spirits, 2024)
- Portals, Vol. 2: Returning (Intakt Records 2024, mit Marquis Hill, Julian Shore, Chris Tordini, Allan Mednard sowie Nicole Mitchell, Alexa Barchini, Jen Shyu, Julia Easterlin, Nappy Nina, Ben Hoffman)